# Grote Lule
De Grote Lule, Zweeds: Stora Luleälven, is een rivier in Zweden, die door het Zweedse deel van Lapland stroomt. De Grote Lule begint waar de rivier het Grote Lulemeer, Stora Lulevatten, uitkomt, dat is aan de oostkant bij het dorp Porjus, stroomt van Porjus naar het zuidoosten naar Vuollerim, waar de Kleine Lule ook de rivier instroomt, heet vanaf daar Lule, stroomt verder naar Boden en Luleå en mondt daar in de Botnische Golf uit.
Zoals veel rivieren in Lapland stroomt de Grote Lule door uitgestrekte gebieden met veel moeras, maar is in tegenstelling tot bijvoorbeeld de Torne altijd als rivier te herkennen. Er liggen een aantal waterkrachtcentrales met stuwmeren in de rivier, waarvan de waterkrachtcentrale van Porjus de bekendste is en de waterkrachtcentrale Harsprånget de grootste van het land. De rivier is voor beroepsvaart niet geschikt, te ondiep en grillig qua verloop.
Grote Lule → Lule → Botnische Golf